# Dignathia
Dignathia es un género de plantas de la familia de las poáceas. Es originario del África oriental y la India.

## Taxonomía
El género fue descrito por Otto Stapf y publicado en Hooker's Icones Plantarum 30: t. 2950. 1911. La especie tipo es: Dignathia gracilis Stapf
Etimología
El nombre del género deriva del griego gnathos, comparando las glumas endurecidas a un par de mandíbulas.

## Especies
- Dignathia aristata Cope
- Dignathia ciliata C.E. Hubb.
- Dignathia gracilis Stapf
- Dignathia hirtella Stapf
- Dignathia villosa C.E. Hubb.